# Jihlava
Jihlava  (in tedesco Iglau, in polacco Igława) è una città della Repubblica Ceca, capoluogo del distretto omonimo e della regione di Vysočina.
La località, le cui informazioni più antiche risalgono al 1233, è situata lungo il corso del fiume Jihlava (in tedesco Igel) sull'antica frontiera tra Moravia e Boemia ed è la più antica città mineraria della Repubblica Ceca.
Tra gli edifici principali vi sono le prime chiese gotiche di San Giacomo Maggiore, dei frati minori della chiesa di Nostra Signora e la chiesa domenicana di Santa Croce; la chiesa barocca di sant'Ignazio di Loyola; il Municipio ed un numero di case comunali con caratteristiche gotiche e rinascimentali. Vi è anche un cimitero ebraico, che contiene alcuni notevoli monumenti, tra cui la lapide dei genitori di Gustav Mahler.

## Sport
La società calcistica cittadina è il FC Vysočina Jihlava, che milita nella seconda categoria del calcio ceco.